# Чериньола
Чериньо̀ла (на италиански: Cerignola) e град и община в Южна Италия. Населението му е 58 540 жители (декември 2017 г.), а площта 593,71 кв. км. Намира се на 120 м н.в. в часова зона UTC+1. Пощенският му код е 71042, а телефонния 0885.